# Museo de Historia de la Inmigración de Cataluña
El Museo de Historia de la Inmigración de Cataluña es un museo con sede en la Masía de Can Serra, en el número 124 de la carretera de Mataró de San Adrián del Besós. El Museo, que está integrado en la Red de Museos Locales de la Diputación de Barcelona, trata de analizar la historia de los procesos migratorios relacionados con Cataluña y actúa a su vez como centro de investigación y difusión de la memoria migratoria de Cataluña.

## Espacios
El museo cuenta con los siguientes espacios:
- Masía de Can Serra. Alberga el centro de documentación y la sala de exposiciones temporales, donde se llevan a cabo todo tipo de muestras relacionadas con la inmigración.
- Espacio Migrar: pabellón e instalaciones expositivas en el jardín, según el proyecto de Mizien arquitectura, donde se reflexiona sobre la actualidad y el futuro de las migraciones.
- El Andén y El Sevillano : También conocido como “El Catalán” ubicado en el exterior del Museo, el Sevillano es uno de los trenes más conocidos por la población inmigrada de Andalucía, que usaba este medio de transporte para llegar a Cataluña en el periodo migratorio de las décadas de 1950 y 1960.A menudo grupos organizados esperaban a los inmigrantes en las estaciones de Barcelona para obligarles a volver. Muchas personas tuvieron que saltar con el tren en marcha antes de llegar a la Estación para evitar a los catalanistas.[2]
- Museo virtual: espacio en línea que promueve la iniciativa cultural y explica las líneas del futuro museo.

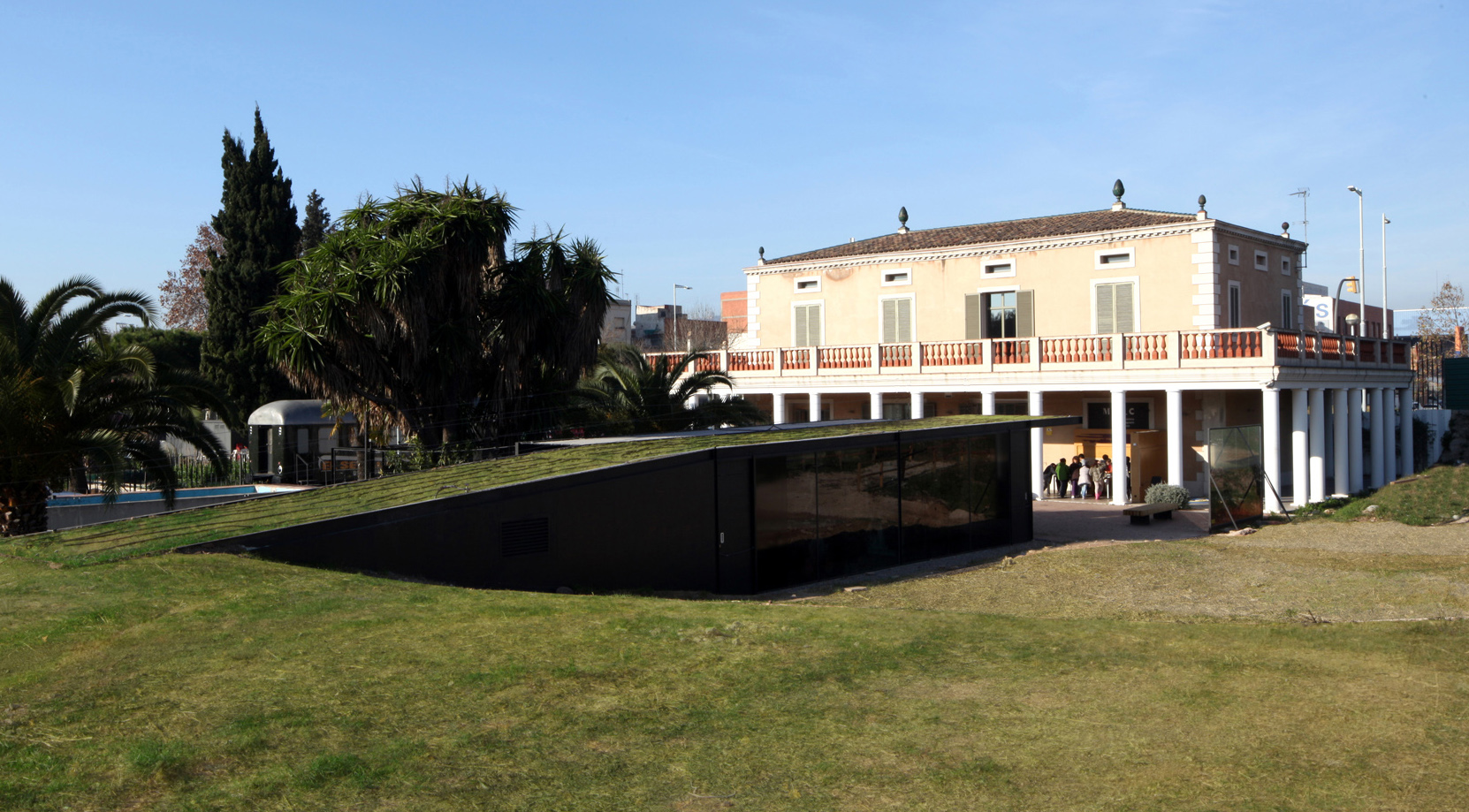
Espacio Migrar

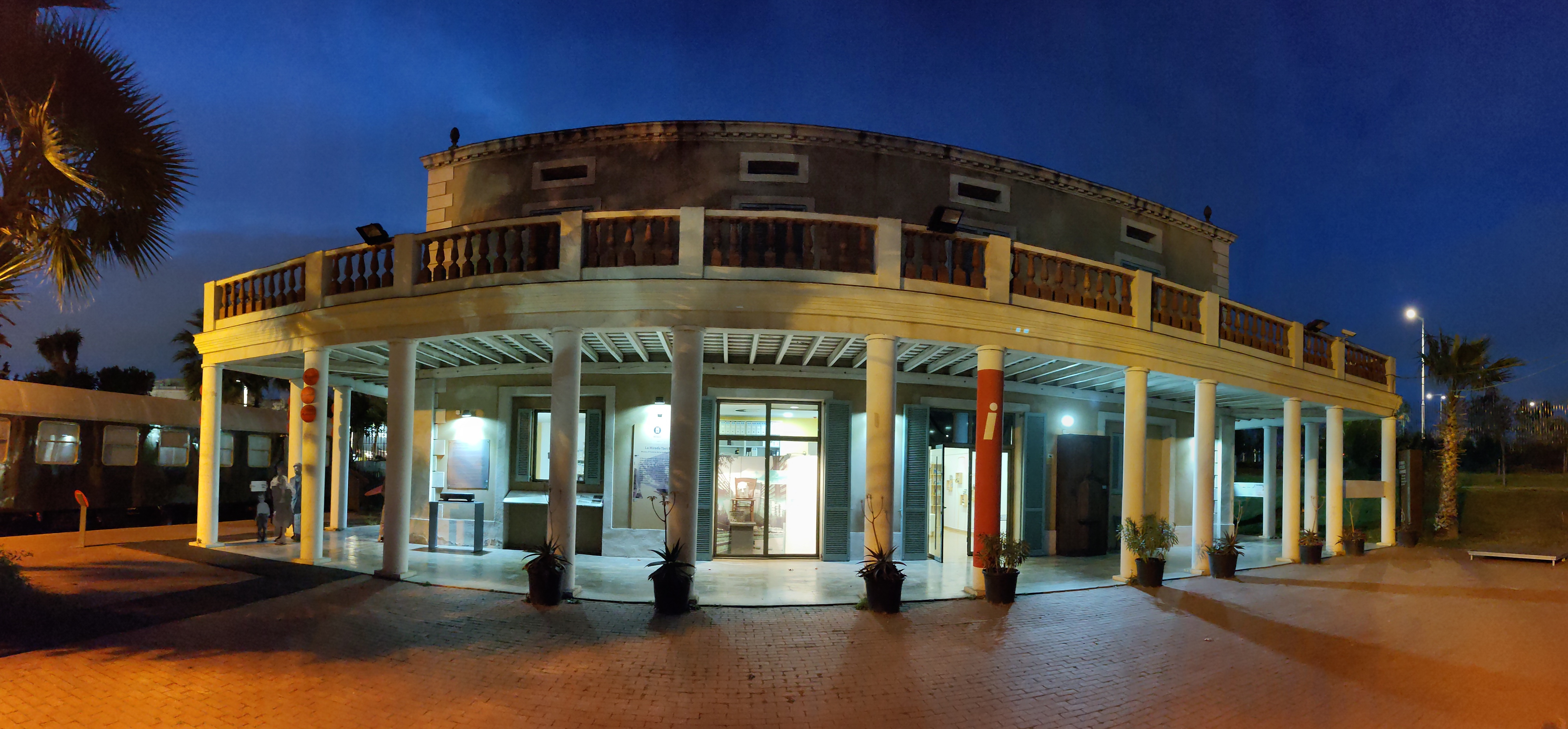
Masia Can Serra